# Divizia Națională
Divizia Națională je nejvyšší fotbalovou ligovou soutěží v Moldavsku. Je pořádaná Moldavskou fotbalovou federací (moldavsky Federația Moldovenească de Fotbal). Nižší fotbalovou soutěží je Divizia A.
Od roku 1945 se v rámci SSSR hrála na území Moldavska regionální liga. Po rozpadu SSSR se v roce 1992 zformovala samostatná moldavská liga.

## Přehled vítězů
Zdroj:
Od roku 1992
- 1992 : FC Zimbru Chișinău (1)
- 1992/93 : FC Zimbru Chișinău (2)
- 1993/94 : FC Zimbru Chișinău (3)
- 1994/95 : FC Zimbru Chișinău (4)
- 1995/96 : FC Zimbru Chișinău (5)
- 1996/97 : FC Zimbru Chișinău (6)
- 1997/98 : Constructorul Chişinău (1)
- 1998/99 : FC Zimbru Chișinău (7)
- 1999/20 : FC Zimbru Chișinău (8)
- 2000/01 : FC Šeriff Tiraspol (1)
- 2001/02 : FC Šeriff Tiraspol (2)
- 2002/03 : FC Šeriff Tiraspol (3)
- 2003/04 : FC Šeriff Tiraspol (4)
- 2004/05 : FC Šeriff Tiraspol (5)
- 2005/06 : FC Šeriff Tiraspol (6)
- 2006/07 : FC Šeriff Tiraspol (7)
- 2007/08 : FC Šeriff Tiraspol (8)
- 2008/09 : FC Šeriff Tiraspol (9)
- 2009/10 : FC Šeriff Tiraspol (10)
- 2010/11 : FC Šeriff Tiraspol (11)
- 2011/12 : FC Dacia Chișinău (1)
- 2012/13 : FC Šeriff Tiraspol (12)
- 2013/14 : FC Šeriff Tiraspol (13)
- 2014/15 : FC Milsami Orhei (1)
- 2015/16 : FC Šeriff Tiraspol (14)
- 2016/17 : FC Šeriff Tiraspol (15)
- 2017 : FC Šeriff Tiraspol (16)
- 2018 : FC Šeriff Tiraspol (17)
- 2019 : FC Šeriff Tiraspol (18)
- 2020/21 : FC Šeriff Tiraspol (19)
- 2021/22 : FC Šeriff Tiraspol (20)
- 2022/23 : FC Šeriff Tiraspol (21)
- 2023/24 : Petrocub Hîncești (1)

Poznámky
- číslo v závorce znamená počet získaných titulů klubu k danému roku.
- FC Tiraspol se jmenoval do roku 2001 Constructorul Chişinău (a poté krátce Constructorul-93 Ciobruciu).